# Dumarao, Capiz
Dumarao là một đô thị hạng 3 ở tỉnh Capiz, Philippines. Theo điều tra dân số năm 2000 của Philipin, đô thị này có dân số 40.303 người trong 7.993 hộ.

## Các đơn vị hành chính
Dumarao được chia thành 33 barangay.
- Agbatuan
- Aglalana
- Aglanot
- Agsirab
- Alipasiawan
- Astorga
- Bayog
- Bungsuan
- Calapawan
- Cubi
- Dacuton

- Dangula
- Gibato
- Codingle
- Guinotos
- Jambad
- Janguslob
- Lawaan
- Malonoy
- Nagsulang
- Ongol Ilawod
- Ongol Ilaya

- Poblacion Ilawod
- Poblacion Ilaya
- Sagrada Familia
- Salcedo
- San Juan
- Sibariwan
- Tamulalod
- Taslan
- Tina
- Tinaytayan
- Traciano / Agsalay